# Ludwig Ignaz Karrer
Ludwig Ignaz Karrer, son till Franz Adam Karrer och Jeanne Marguerite de Voile, född före 1711,  död 1751 i Rochefort, var en schweizisk officer, brigadör i fransk tjänst, efterträdare till fadern som innehavare av Schweizerregementet de Karrer. Gift med Louise Boscal de Réals, dotter till Pierre Charles, riddare och herre till Ronflac. Riddare av den franska Sankt Ludvigsorden 1742.

## Militär karriär
Karrer blev fänrik vid faderns regemente 1722, löjtnant 1725, kaptenlöjtnant 1726 och major samma år. Fick 1727 transport till schweizerregementet "von Diesbach" i fransk tjänst och blev överstelöjtnant 1728. Återtransport till faderns regemente som major 1730, överste 1731, övertog 1736 regementsinnehavet efter fadern och blev utnämnd till brigadör. Vid hans död övertogs regementsinnehavet av Franz Josef von Hallwyl.